# جسر زال (حسينية انديمشك)
جسر زال (بالفارسية: پل زال) هي قرية تقع في إيران في قسم حسینیة الريفي. يقدر عدد سكانها بـ 98 نسمة بحسب إحصاء 2016.